# Hồ Khải Hoàn
Hồ Khải Hoàn (sinh ngày 10 tháng 10 năm 1962) hay được biết đến với bút danh Đỗ Sơn, là một nhà thơ, nhà văn, nhạc sĩ kiêm bác sĩ người Việt Nam.

## Tiểu sử
Hồ Khải Hoàn sinh ngày 10 tháng 10 năm 1962 ở xã Nam Trung, huyện Nam Đàn, tỉnh Nghệ An. Ông sinh ra trong một gia đình có truyền thống về Văn học - Nghệ thuật. Cha ông là nhà thơ Hồ Khải Đại, một trong những Hội viên đầu tiên của Hội Nhà văn Việt Nam (1957). Bản thân ông cũng gia nhập Hội vào năm 2014.
Hồ Khải Hoàn bắt đầu sáng tác từ thuở nhỏ, bài thơ đầu tiên của ông được đăng trên báo Thiếu niên - Tiền Phong vào năm ông 12 tuổi (Vườn nhà em - 1974). Năm 18 tuổi ông gia nhập quân đội, sau đó về học tại trường Đại học Y Hà Nội. Tốt nghiệp trường Y, ông thi đỗ khoa sáng tác trường Viết văn Nguyễn Du (nay là Khoa Viết văn - báo chí thuộc trường Đại học Văn hóa Hà Nội) nhưng không vào học mà đến làm việc trong ngành y tế. Hiện nay ông là Thạc sỹ, Bác sỹ, Phó trưởng khoa điều trị tại Bệnh viện Nội tiết Trung ương. Ngoài thời gian làm công tác khám chữa bệnh, ông vẫn tham gia sáng tác Văn học - Nghệ thuật và viết báo. Ông đã cho xuất bản các tác phẩm văn học và nhiều bài báo. Một số ca khúc của ông cũng đã được phát sóng; năm 2020 bài hát Chống giặc Corona như chống giặc ngoại xâm đã được phát trực tuyến trên Đài tiếng nói Việt Nam VOV.

## Các tác phẩm chính

### Thơ
- Thơ tình lãng tử (1995)
- Mặt trời lãng tử (In chung với Hồ Khải Đại, 2002)
- Ly cà phê mùa thu (2007)
- Bên gốc sấu xanh rêu (2008)
- Tuyển tập văn - thơ Hồ Khải Đại (biên soạn, 2017)

### Âm nhạc[4]
- Xa sông Thương
- Anh mang tình em đi
- Anh không nói yêu em mãi mãi
- Khúc ru đường về
- Mùa thu của em
- Chống giặc Corona như chống giặc ngoại xâm (2020)

### Lý luận phê bình văn học
- Tự do cho thơ
- Hãy để cho thơ trong sáng
- Bệnh Đái tháo đường và các yếu tố nguy cơ ở cựu chiến binh phơi nhiễm chất độc màu da cam (Y học, 2005)

### Tiểu thuyết
- Nửa dưới

## Suy nghĩ về nghề văn
Tôi cho rằng thơ ca là một cái nghiệp mà nếu ông trời chọn mình thì mình theo chứ không cố được. Tôi làm bác sĩ và làm thơ. Hai điều ấy không hề đối ngược nhau. Y học quan tâm đến cả thể xác và tinh thần. Nghề y giúp tôi khám phá và chữa bệnh cho thể xác của con người còn thơ ca quan tâm đến tinh thần và tinh thần này cũng tác động đến thể xác được tốt hơn.